# Musée des Tombes royales de Sipán
Le musée des Tombes royales de Sipán (en espagnol, Museo Tumbas Reales de Sipán) situé à Lambayeque au Pérou présente les découvertes provenant du complexe de Huaca Rajada, plus important complexe funéraire de la culture Moche découvert à ce jour. Elles comprennent notamment la tombe du Seigneur de Sipán, mise au jour par les archéologues péruviens Walter Alva et Luis Chero Zurita en 1987. Sa conception architecturale s'inspire des anciennes pyramides tronquées de la culture Mochica (Ier siècle au VIIe siècle).

## Description
Le bâtiment, inauguré en 2002, couvre une surface de 3 156 m2 répartie sur trois étages. L'accès se fait par une rampe de 74 m de long, à l'image des accès aux anciens temples des Moches, qui mène au troisième étage. La visite se fait de haut en bas, en retraçant l'expérience des découvreurs de la sépulture des strates les plus récentes vers les plus anciennes. Au deuxième étage, une réplique exacte de la chambre funéraire du Seigneur de Sipan est présentée. Elle est entourée d'une présentation des quelque 600 objets d'or, d'argent, de cuivre, de bronze ou de terre cuite qu'elle contenait. Les sépultures d'autres dignitaires découvertes sur le site, comme celles du prêtre et du vieux Seigneur de Sipan, sont présentées ensuite.